# Franz Lehár
Franz Lehár (in ungherese Ferenc Lehár; Komárom, 30 aprile 1870 – Bad Ischl, 24 ottobre 1948) è stato un compositore austriaco di origine ungherese.

## Biografia
Nato da Ferenc e da Christina Neubrandt (di madrelingua tedesca), è conosciuto soprattutto come compositore di operette (è sua, per esempio, la celebre romanza Tu che m'hai preso il cuor, da Il paese del sorriso, del 1929). Studiò con il padre, direttore di banda militare, e dal 1882 al 1888 fu allievo del conservatorio di Praga, studiando violino e teoria musicale. Su consiglio di Dvořák, si concentrò sulla composizione.
Dopo aver conseguito il diploma, suonò il violino presso l'orchestra sinfonica di Barmen-Elberfeld. Più tardi si unì alla banda del padre, 50º fanteria, con il ruolo di assistente del capobanda. Nel 1890 divenne direttore della banda militare del 25º reggimento di fanteria a Losoncz. Nel 1894 lasciò quest'ultimo per andare a Pola a dirigere la banda militare navale di quel porto.
Qui conobbe il poeta Felix Falzari, con il quale compose la sua prima opera, Kukuschka, che ebbe discreto successo ma non tale da consentirgli di lasciare la direzione di una banda militare. A questa attività affiancò presto quella di autore di arrangiamenti per banda di noti brani classici e di canzoni popolari. Nel 1898 si trasferì a Trieste a dirigere la locale banda navale militare e nel 1898 prese il posto del padre presso l'87º reggimento in Budapest.
Trasferitosi a Vienna, ebbe l'occasione l'anno dopo di comporre un valzer per il gran ballo mascherato che l'estrosa e raffinata principessa di Metternich diede a corte. Il tema del ballo era Oro e argento e così fu chiamato il suo valzer che, divenuto subito famoso in tutto il mondo, lo portò all'attenzione di editori musicali e dei gestori di teatri. Nel 1902 lasciò l'esercito per la direzione del teatro di Vienna an der Wien, posizione che abbandonò presto per dedicarsi esclusivamente alla composizione.
La sua opera Wiener Frauen, prodotta nel novembre del 1902, descrisse le vicissitudini di un maestro di musica dato per disperso dopo un suo viaggio marittimo. Da quel momento in poi visse a Vienna, dedicando tutto il suo tempo alla composizione. Due anni dopo realizzò Il matrimonio per scherzo, rappresentato in Italia da Gea della Garisenda su libretto di Renato Simoni.

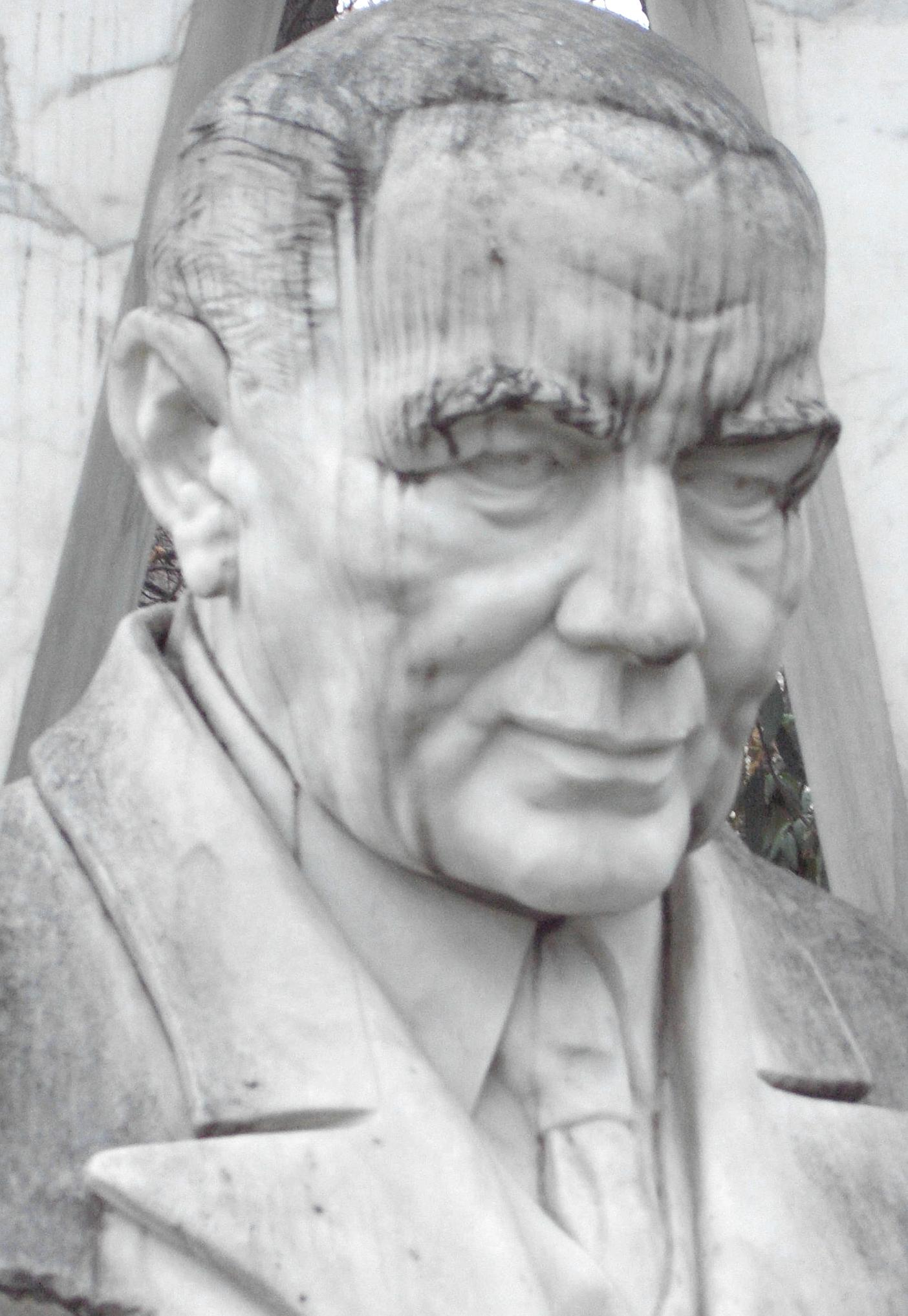
Monumento di Franz Lehár a Vienna

Il suo più grande successo fu Die lustige Witwe (La vedova allegra), messa in scena per la prima volta al Theater an der Wien il 30 dicembre del 1905, e in Italia due anni dopo al teatro Dal Verme di Milano. Il successo di quest'operetta, imperniata sulle vicende del conte Danilo e dell'ereditiera Anna, gli procurò nell'immediato un grosso guadagno che tuttavia egli perse a causa di azzardate operazioni finanziarie alla Borsa di Vienna. Reso prudente da questa brutta esperienza, ritornò all'agiatezza grazie alle successive operette, divenendo presto una delle persone più facoltose della capitale austriaca e fondò anche una sua casa musicale.
Nel 1929 lo stesso Lehar diresse le presentazioni delle sue operette Paganini e Federica al Politeama di Trieste, teatro con il quale ebbe un rapporto privilegiato.
Lo stesso anno compose Il paese del sorriso, nella quale manifestò la passione per le favole esotiche.
Acquistata una casa a Bad Ischl, località austriaca nei pressi di Salisburgo, conobbe lì nel 1906 Sofia Meth, figlia di un commerciante ebreo di tappeti e già sposata. I due iniziarono la vita in comune e nel 1921 Sofia ottenne il divorzio dal primo marito e poté così sposare Lehar. Lasciata l'attività di compositore nel 1934, si dedicò quasi esclusivamente alla sua casa editrice Glocken-Verlag. Durante la seconda guerra mondiale riuscì a fuggire con la moglie (di origine ebraica) grazie all'aiuto di Albert Göring (fratello minore di Hermann). Nel 1944 si trasferì in Svizzera per motivi di salute.
Nel 1947 la moglie Sofia morì a Zurigo. L'anno successivo, gravemente ammalato e quasi cieco, morì anche lui a Bad Ischl.
Il suo repertorio di compositore include anche sonate, poemi sinfonici, marce e danze come il celebre valzer Gold und Silber (Oro e Argento).

## Operette

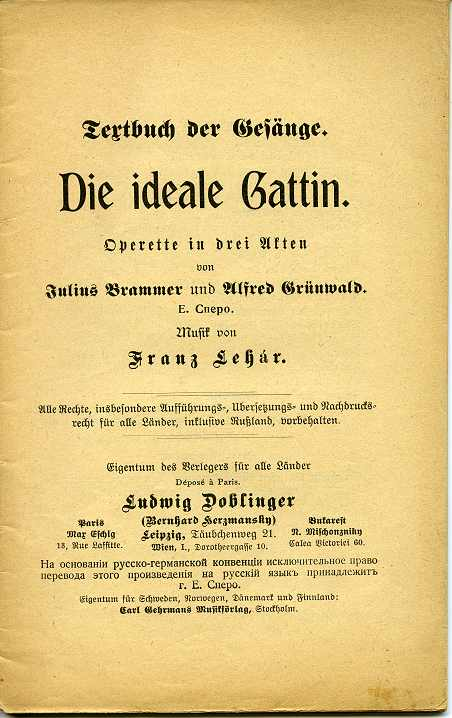
Libretto (senza data) dell'operetta"Die ideale Gattin".

L'elenco espone in ordine cronologico le principali composizioni operettistiche con luogo e data della prima rappresentazione. Il segno (R) indica i remake, esplicitati poi in nota.
- Kukuschka, 27 novembre 1896, Lipsia (Opera - librettista Felix Falzari)
- Wiener Frauen (Donne viennesi), operetta in 3 atti, 21 novembre 1902, Theater an der Wien, Vienna
- Der Rastelbinder (Lo schermo), 20 dicembre 1902, Carltheater, Vienna con Mizzi Günther
- Il matrimonio per scherzo, 21 dicembre 1904, Theater an der Wien, Vienna
- Il maritino, 20 gennaio 1904, Carltheater, Vienna
- Die Juxheirat, operetta in 3 atti, 22 dicembre 1904, Theater an der Wien
- Tatjana, 21 febbraio 1905, (R)[2]
- La vedova allegra, 30 dicembre 1905, Theater an der Wien, Vienna
- Le chiavi del Paradiso, ottobre 1906, (R)[3]
- Pietro e Paolo nel paese di Bengodi 1º dicembre 1906, Theater an der Wien, Vienna[4]
- Mstislaw il moderno, 5 gennaio 1907, Die Hölle, Vienna
- Der Mann mit den Frauen, 21 gennaio 1908, Theater an der Wien, Vienna con Mizzi Günther
- Il principino, 7 ottobre 1909, Johann Strauß-Theater, Vienna
- Il conte di Lussemburgo (Der Graf von Luxemburg), 12 novembre 1909, Theater an der Wien, Vienna
- Amor di zingaro (Zigeunerliebe), 8 gennaio 1910, Carltheater, Vienna
- Eva, libretto: Alfred Maria Willner, Robert Bodanzky ed Eugen Spero. 24 novembre 1911, Theater an der Wien, Vienna
- Die Spieluhr, 7 gennaio 1911, Die Hölle, Vienna
- Rosenstock und Edelweiss, 1º gennaio 1912, Die Hölle, Vienna
- Die ideale Gattin, La moglie ideale, 11 ottobre 1913, (R) Johann Strauß-Theater, Vienna[5]
- Finalmente soli, titolo originale: Endlich Allein. Libretto: A. M. Willner e Robert Bodanzky. 30 gennaio 1914, Theater an der Wien, Vienna
- Der Sterngucker, 14 gennaio 1916, Theater an der Wien, Vienna
- Dove canta l'allodola, titolo originale: Wo die Lerche singt. Libretto: A.M. Willner e Heinz Reichert. 1º febbraio 1918, Königliche Oper, Budapest come A pacsirta ed il 27 marzo al Theater an der Wien come Wo die Lerche singt
- La Mazurka blu, titolo originale: Die blaue Mazur. Libretto: Leo Stein (scrittore) e Béla Jenbach. 28 maggio 1920, Theater an der Wien, Vienna (333 recite)
- La danza delle libellule (composta insieme a Carlo Lombardo) (R), Teatro Lirico, Milano, 3 maggio 1922 con Gaetano Tani[6] in 3 atti, libretto di C. Lombardo
- Frasquita, 12 maggio 1922, Theater an der Wien, Vienna
- Die gelbe Jacke (La giacca gialla), 9 febbraio 1923 Theater an der Wien, Vienna
- Cloclo, 8 marzo 1924, Bürgertheater, Vienna
- Paganini, 30 ottobre 1925, Johann Strauß-Theater, Vienna con Carl Clewing
- Gigolette, 30 ottobre 1926, Teatro Lirico, Milano, in 3 atti, libretto di Carlo Lombardo e Giovacchino Forzano[7]

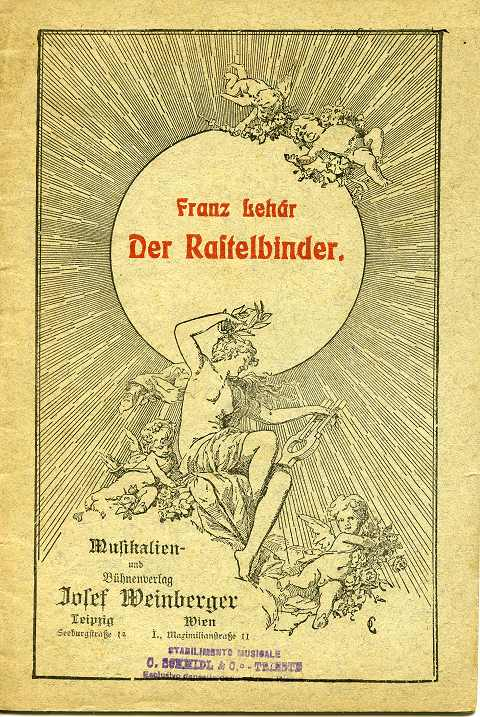
Libretto del 1902
dell'operetta "Der Rastelbinder".

- Il figlio dello zar, 21 febbraio 1927, Metropol-Theater, Berlino
- Federica (Friederike), commedia musicale in 3 atti, libretto di Ludwig Herzl "Herzer" e Fritz Beda-Löhner, 4 ottobre 1928, Komische Oper Berlin con Richard Tauber
- Il paese del sorriso, 10 ottobre 1929, (R) Metropol-Theater, Berlino[8]
- Frühlingsmädel, 29 maggio, 1930, Metropol-Theater, Berlino[6]
- Il mondo è meraviglioso, titolo originale: Schön ist die Welt. Libretto: Ludwig Herzer e Fritz Löhner-Beda. 3 dicembre 1930, Metropol-Theater, Berlino con Gitta Alpár e Tauber[9]
- Il principe della montagna, 23 settembre 1932, (R) Theater am Nollendorfplatz, Berlino[10]
- Giuditta, 20 gennaio 1934, Wiener Staatsoper, Vienna diretta da Clemens Krauss con Richard Tauber e Jarmila Novotná